# Montagu Slater
Charles Montagu Slater, né le 23 septembre 1902 à Millom dans le comté de Cumbria, et mort le 19 décembre 1956 , est un poète, romancier, scénariste et librettiste britannique.
Il est surtout connu pour avoir écrit le livret de Peter Grimes, opéra de Benjamin Britten basé sur le poème de George Crabbe (The Borough).